# 12871 Самарасінха
12871 Самарасінха (12871 Samarasinha) — астероїд головного поясу, відкритий 24 червня 1998 року.
Тіссеранів параметр щодо Юпітера — 3,588.